# Brunettes Shoot Blondes
Brunettes Shoot Blondes est un groupe ukrainien de rock indépendant, originaire de Kryvy Rih. Formé au début de l'année 2010, le groupe acquiert une reconnaissance internationale en septembre 2014 grâce à son clip vidéo Knock Knock. La vidéo devient rapidement virale, atteignant plus de cinq millions de vues sur YouTube dans les dix jours suivant sa sortie. 
Au début de 2015, le groupe développe son propre style de vidéos musicales pour le clip de la chanson «Bittersweet», réalisé en partenariat avec le fabricant automobile allemand Opel. Brunettes Shoot Blondes ne dispose actuellement d'aucun contrat avec un label discographique, le groupe faisant sa propre promotion.

## Biographie

### Débuts
Depuis 2011, Brunettes Shoot Blondes a effectué de nombreux concerts en Ukraine et dans toute l'Europe continentale. Le groupe a joué dans des festivals y compris ceux de Wybieram Wschód! à Poznań, de Ost Anders à Nuremberg en 2013 et de Eastern Hipsters à Białystok en 2014. En 2011, les musiciens ont également participé au projet BalconyTV à Poznań. Le groupe continue de travailler sur de nouvelles chansons et vidéos musicales, faisant parfois des apparitions sur des chaînes de télévision ukrainiennes.
Brunettes Shoot Blondes coopère également avec de célèbres marques commerciales pour produire de la musique publicitaire, comme avec Watsons pour la chanson You Broke My Heart et Nova Poshta pour le titre Tomorrow and Nothing at All. Par ailleurs, le clip officiel de la chanson Bittersweet est réalisé en partenariat avec le constructeur automobile allemand Opel.

### Knock Knock
En septembre 2014, Brunettes Shoot Blondes publie sur YouTube un nouveau clip officiel pour la chanson Knock Knock. Le clip raconte à travers des dessins animés diffusés sur plusieurs téléphones portables l'histoire d'amour entre un lapin et une fille. En tout, quatorze Apple iPhones, iPads et MacBooks ont été utilisés pour faire le clip. Cette vidéo est produite en temps réel par les membres du groupe; le chanteur du groupe, Andrii Kovalov, exerçant le rôle de réalisateur. La vidéo attire plus de 600 000 vues sur YouTube au cours des cinq premiers jours. En avril 2015, elle atteint plus de sept millions de vues. La vidéo est également diffusée sur Facebook et reçoit plus de 26 millions de vues et 800 000 partages.
En octobre 2014, la vidéo figure dans le top de YouTube dans la catégorie des « Nouveaux artistes émergents venant du monde entier ». Divers médias internationaux mènent des entrevues avec le groupe après la sortie de Knock Knock, tels que Billboard, Yahoo!, The Daily Mirror, Rolling Stone, Mashable, Business Insider, le Daily Mail, USA Today, The Verge, Dezeen et le Huffington Post.
En mai 2015, le clip Knock Knock remporte le prix du « Meilleur concept » au Berlin Music Video Award 2015. Le succès du groupe est reconnu par l'administration du président ukrainien, et le chanteur Andrii Kovalov devient l'un des premiers citoyens ukrainiens à recevoir un passeport biométrique. Kovaliov pense que la vidéo a amélioré l’image internationale de l'Ukraine et de ses relations au sein de l'Union européenne ; il affirme que « chacun devrait vraiment faire tout ce qu'il peut pour rendre notre pays plus fort, pour montrer que nous sommes un pays européen et que nous devons faire quelque chose pour ce pays ».

### Bittersweet
Au début de 2015, Brunettes Shoot Blondes publie son premier EP, intitulé Bittersweet. L'album se compose de quatre chansons comprenant les singles Knock Knock et Bittersweet.
Le leader du groupe, Andrii Kovalov, déclare : « L'EP Bittersweet est le premier album du groupe, dans lequel nous avons investi beaucoup de force et d'inspiration. La plupart du contenu est enregistré dans les studios à Varsovie et à Kiev ». Bittersweet est produite en partenariat avec l'agence de publicité allemande Scholz and Friends et le constructeur automobile allemand Opel. À l'instar du clip de Knock Knock, la vidéo développe l'utilisation d'un effet « image dans l'image », consistant en des séquences effectuées directement sur l'écran des appareils, sans montage.
En 2020, il présente un piano de leur création qui combine 20 instruments en un.

## Discographie

### EP
- 2015 : Bittersweet
- 2017 : Hips

### Singles
- I Don't Know
- You Broke My Heart
- You've Got To Move
- Cigarette Day
- Sarah
- One, Two, Three, Girl
- Knock knock
- Bittersweet
- Every Monday

## Clips
| Année | Vidéo        | Réalisateur       | Album       |
| ----- | ------------ | ----------------- | ----------- |
| 2013  | I Don't Know | Denis Breslavskiy | —           |
| 2014  | Knock Knock  | Andrii Kovalov    | Bittersweet |
| 2014  | Bittersweet  | Andrii Kovalov    | Bittersweet |
| 2017  | Hips         | Andrii Kovalov    | Hips        |